# 클라비에 (벨기에)

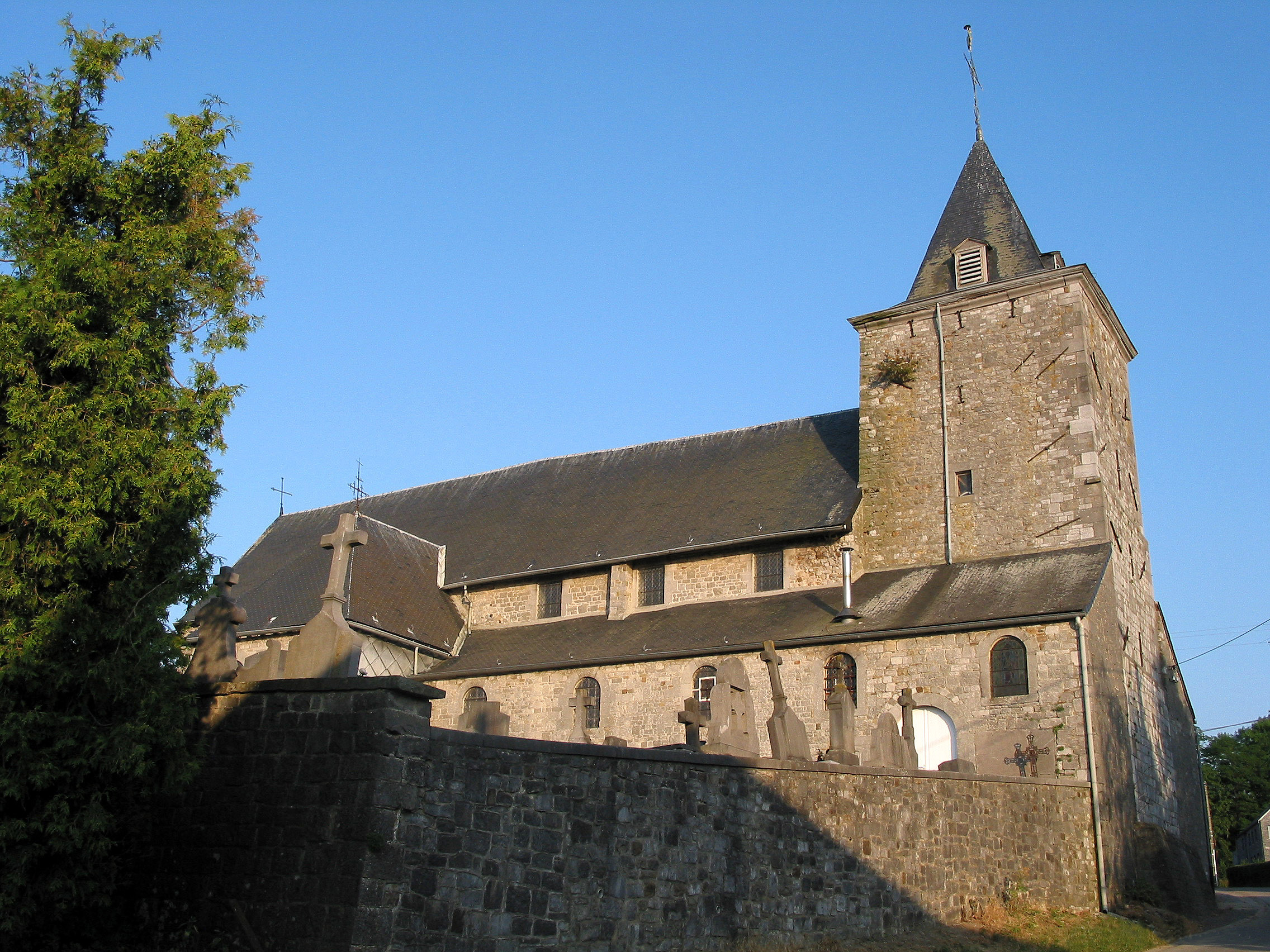
클라비에.

클라비에(Clavier)는 벨기에 리에주주에 있는 도시이다. 2006년 1월 1일 기준으로 클라비에의 총 인구는 4,172명이다 총 면적은 79.12 km2으로, 1 km2 당 약 53 명의 인구 밀도를 지닌다.